# پودگوژن (استان سلیزیا سفلی)
پودگوژن (به لهستانی:  Podgórzyn) یک روستا در لهستان است که در گمینا پودگوژن واقع شده‌است. پودگوژن ۱٬۷۰۰ نفر جمعیت دارد.